# Danil Andrejewitsch Pelich
Danil Andrejewitsch Pelich (russisch Данил Андреевич Пелих; * 2. Januar 2001 in Nowodscherelijewskaja) ist ein russischer Fußballspieler.

## Karriere

### Verein
Pelich begann seine Karriere beim FK Krasnodar. Im März 2018 spielte er erstmals für die Zweitmannschaft Krasnodars in der drittklassigen Perwenstwo PFL. Bis zum Ende der Saison 2017/18 kam er zu fünf Drittligaeinsätzen für Krasnodar-2, mit dem Team stieg er zu Saisonende in die Perwenstwo FNL auf. Sein Debüt in der zweithöchsten Spielklasse gab er im November 2018 gegen den FK Tambow. In der Saison 2018/19 blieb dies jedoch sein einziger Zweitligaeinsatz, zudem kam er zu fünf Einsätzen für die nun drittklassige Drittmannschaft. In der Saison 2019/20 kam er ausschließlich für die U-19 Krasnodars in der Jugendliga zum Einsatz.
Im Oktober 2020 stand Pelich gegen Achmat Grosny erstmals im Kader der ersten Mannschaft.

### Nationalmannschaft
Pelich durchlief von der U-15 bis zur U-18 sämtliche russische Jugendnationalteams.